# Er-mi Zhao
Er-mi Zhao (en chinois 赵尔宓) est un herpétologiste chinois né en 1930 à Chengdu et mort le 24 décembre 2016.

## Biographie
Er-mi Zhao est membre de l'Académie chinoise des sciences depuis 2001.

## Taxons nommés en son honneur
- Zhaoermia Gumprechtt & Tillack, 2004
- Paramesotriton ermizhaoi Wu, Rovito, Papenfuss & Hanken, 2009

## Quelques taxons décrits
- Achalinus meiguensis Hu & Zhao, 1966
- Amolops liangshanensis (Wu & Zhao, 1984)
- Amphiesma metusia Inger, Zhao, Shaffer & Wu, 1990
- Amphiesma optatum (Hu & Zhao, 1966)
- Calotes medogensis Zhao & Li, 1984
- Cuora zhoui Zhao, Zhoi & Ye, 1990
- Cyrtopodion medogensis (Zhao & Li, 1987)
- Dinodon rosozonatum Hu & Zhao, 1972
- Gloydius shedaoensis Zhao, 1979
- Ingerana reticulata (Zhao & Li, 1984)
- Kurixalus hainanus (Zhao, Wang & Shi, 2005)
- Laudakia papenfussi Zhao, 1998
- Laudakia wui Zhao, 1998
- Liua Zhao & Hu, 1983
- Liuixalus Li, Che, Bain, Zhao & Zhang, 2008
- Oligodon multizonatus Zhao & Jiang, 1981
- Opisthotropis cheni Zhao, 1999
- Opisthotropis guangxiensis Zhao, Jiang & Huang, 1978
- Oreolalax multipunctatus Wu, Zhao, Inger & Shaffer, 1993
- Pelophylax tenggerensis (Zhao, Macey & Papenfuss, 1988)
- Phrynocephalus albolineatus Zhao, 1979
- Plagiopholis unipostocularis Zhao, Jiang & Huang, 1978
- Plestiodon liui (Hikida & Zhao, 1989)
- Protobothrops xiangchengensis (Zhao, Jiang & Huang, 1979)
- Rana zhengi Zhao, 1999
- Rhabdophis adleri Zhao, 1997
- Scincella huanrenensis Zhao & Huang, 1982
- Scincella tsinlingensis (Hu & Zhao, 1966)
- Viridovipera medoensis (Zhao, 1977)
- Xenopeltis hainanensis Hu & Zhao in Zhao, 1972
- Zhaoermia mangshanensis (Zhao, 1990)